# Wijkerbrug

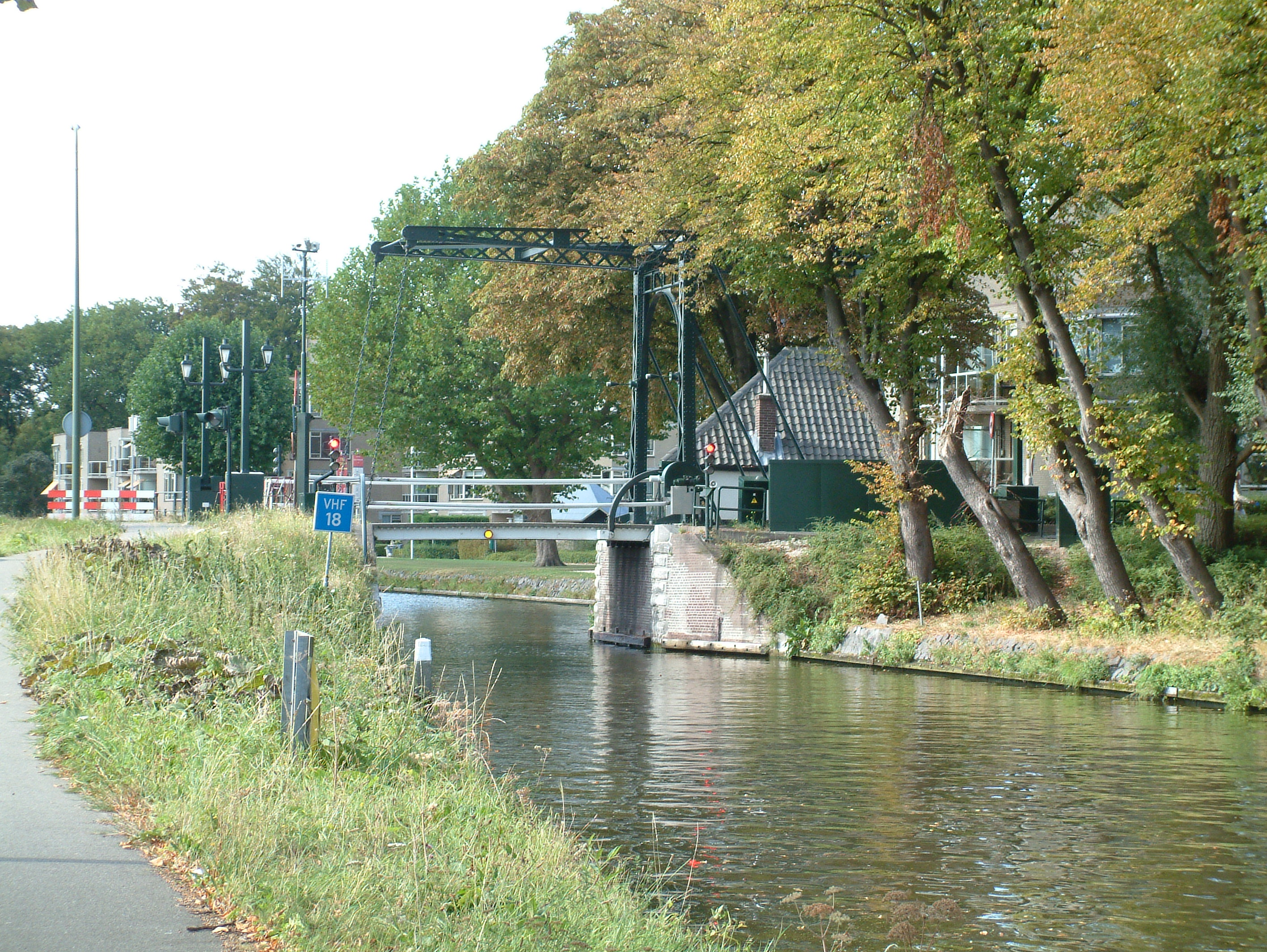
Wijkerbrug

De Wijkerbrug in de Nederlandse plaats Voorburg is een ophaalbrug over de Vliet uit het jaar 1891. Bij de bouw was de brug uitgevoerd als vaste brug. In 1919 is de brug omgebouwd tot ophaalbrug. De brug is een rijksmonument.
De brug ligt aan het einde van de Wijkerlaan in Voorburg en wordt intensief gebruikt door fietsforensen naar de Haagse wijk Leidschenveen.
Reeds in de 13e eeuw lag op deze plaats een brug over de Vliet nabij de oude buurtschap Wiic of Wike. De oudste vermelding van de naam Wijkerbrug komt uit 1556, waar de brug als Wijcki brugghe vermeld staat op een kaart van Coenraet Oelensz.